# Аутопсія (фільм, 2000)
Аутопсія — сюрреалістичний фільм Меріліна Менсона, що триває 3 хвилини. У 2004 його перевидали як великоднє яйце на бонусному DVD компіляції Lest We Forget: The Best Of. Щоб переглянути відео треба натиснути на промежину Менсона у меню з додатковими матеріалами.
Прем'єра відбулась на сайті Interscope Records 14 листопада 2000, в один день з виходом четвертого студійного альбому Holy Wood (In the Shadow of the Valley of Death). Відео також можна було подивитися на комп'ютері, вставивши CD із зазначеним релізом, де містився файл START.exe. В «Аутопсія» звучить інструментальний луп з пісні «GodEatGod».

## Сюжет
Менсон лежить на столі для розтину з відкритим черепом, звідки витягають зародок. Це може бути посиланням на народження грецької богині Атени, яке стало вислідом стосунків Зевса з Метідою. Коли та завагітніла, Зевс проковтнув її, остерігаючись появи сина, котрий стане могутнішим за нього. Згодом звелів розбити собі голову й звідти вийшла Атена.